# جامعة جينان
جامعة جينان [[إنج|University of Jinan]] تقع في مدينة جينان، مقاطعة شاندونغ, الصين, وهي جامعة إقليمية رئيسية وشاملة. يلتحق بها الطلاب من جميع أنحاء العالم، كما أنها توفر درجة البكالوريوس والماجستير والدكتوراه، ويتمتع طلاب الدراسات العليا بالحق في الإعفاء من امتحانات القبول.

## التاريخ
في عام 1948 م أنشئ معهد شاندونغ لمواد البناء، جامعة جينان، في مدينة زيبو بمقاطعة شاندونغ .
في عام 1983 م تمت الموافقة على معهد شاندونغ لمواد البناء للانتقال إلى مدينة جينان، عاصمة مقاطعة شاندونغ.
في عام 2001 م وبعد الدمج مع ثلاث كليات، غير اسم معهد شاندونغ لمواد البناء رسميًا إلى جامعة جينان وشاو جوي فانغ، وكشف نائب حاكم مقاطعة شاندونغ، ولف فويون، نائب وزير التعليم في الصين، عن البرنامج. 

## الحرم
يوجد بالجامعة ثلاثة أحرم جامعية، مساحتها 2.43 مليون متر مربع (3645 مو) وتبلغ مساحتها الإجمالية 1.02 مليون متر مربع. تبلغ قيمة الأصول الثابتة ما يصل إلى 2.14 مليار يوان، والمرافق التعليمية بقيمة 370 مليون يوان. تشغل المكتبة مساحة 63000 متر مربع وهي مجهزة بنظام رقمي، ونظام للبحث عن المعلومات، مع مجموعة من أكثر من 4.6 مليون كتاب مطبوع وإلكتروني، و4200 نوع من الدوريات الصينية والأجنبية، وتمتلك 23000 نوع من الكتب الإلكترونية والمجلات. بالإضافة إلى ذلك، فإن شبكة الحرم الجامعي متصلة بشبكة التعليم والبحث الصينية. 

## المدارس والإدارات
يوجد في جامعة جينان 24 مدرسة، ومركزان لدراسات ما بعد الدكتوراه، وهناك 3 برامج دكتوراه حاصلة على المركز الأول، و 26 درجة دكتوراه حاصلة على التخصص، و 20 درجة ماجستير حاصلة على المستوى الأول، و 144 درجة ماجستير تخصصية. كما أن هناك 6 تخصصات للماجستير و 92 تخصص للبكالوريوس. هناك عشرة أنواع من التخصصات الرئيسية بما في ذلك الاقتصاد، القانون، التعليم، الأدب، التاريخ، العلوم، التكنولوجيا، الطب، الإدارة، الفن، إلخ. يدرس فيها 35916 طالبا بدوام كامل، بمن فيهم طلاب الدراسات العليا والطلاب الأجانب.
| مدرسة الفنون الحرفية       | كلية العلوم الرياضية                    | كلية الفيزياء والتكنولوجيا          |
| كلية إدارة الأعمال         | مدرسة اللغات الأجنبية                   | كلية العلوم السياسية والقانون       |
| مدرسة الماركسية            | كلية علوم وهندسة المواد                 | كلية الكيمياء والهندسة الكيميائية   |
| كلية الهندسة الميكانيكية   | كلية الهندسة المدنية والهندسة المعمارية | كلية الأتمتة والهندسة الكهربائية    |
| كلية علوم وهندسة المعلومات | مدرسة الموارد والبيئة                   | كلية التربية الرياضية               |
| كلية الفنون الجميلة        | مدرسة الموسيقى                          | كلية صناعة التاريخ والثقافة         |
| كلية التربية وعلم النفس    | كلية الطب وعلوم الحياة                  | كلية العلوم البيولوجية والتكنولوجيا |
| مدرسة التعليم المستمر      | كلية التعليم الدولي والتبادل            | مدرسة ريادة الأعمال                 |

### تهذيب
- الاجتهاد، الصلابة، الوحدة، والإبداع.

### شعار
- تم تصميم الشعار بالشخصية الصينية "济" (التي تعني مدينة جينان) المكتوبة بأسلوب فن الخط الذي كان رائجا خلال عهد أسرة تشين، وهو رسم تخطيطي لزورق على الماء يُظهر ثقافات جنان الجغرافية المائية ويتعاون من خلال طريق ركوب نفس القارب.
- الألوان حمراء للعاطفة، والأخضر للشباب، والأزرق للاتساع، وهو ما يتفق مع فلسفة التعليم في الجامعة.
- الرقم "1948" يعني وقت ولادة جامعة جينان. [4]

## الأكاديميات و البحوث
يعمل في جامعة جينان 1981 عضو هيئة التدريس بدوام كامل، منهم 305 أساتذة، و 707 أساتذة مشاركون، و 841 كلية حصلوا على درجة الدكتوراه.
هناك 54 تخصصات وقواعد بحث رئيسية على المستوى الوطني أو الإقليمي. بالإضافة إلى ذلك، يوجد مختبر وطني رئيسي واحد تديره حكومة مقاطعة شاندونغ ومركز أبحاث هندسي واحد تابع لوزارة التعليم الصينية. علاوة على ذلك، هناك 14 قاعدة رئيسية من مجالات الانضباط بالمقاطعة، و 10 مختبرات رئيسية على مستوى المقاطعات، و 4 مختبرات رئيسية تمولها "خطة شاندونغ الخمسة عشر"، و 8 قواعد لأبحاث العلوم الاجتماعية وافقت عليها حكومة مقاطعة شاندونغ، و 14 هندسة على مستوى المقاطعة مراكز البحوث.

## التعاون الدولي والتبادل
تدعو جامعة جينان إلى التعليم المفتوح، وتتواصل وتتعاون مع مختلف البلدان والمناطق بطريقة نشطة وشاملة. وقد أنشأت آلية اتصال وتعاونية مع العديد من معاهد البحوث وكذلك التعاون بين المدارس مع 77 جامعة في أمريكا، كندا، بريطانيا، ألمانيا، فرنسا، أستراليا، اليابان، الكونغو، البرازيل وغيرها.
تعلق الجامعة أهمية على التواصل والتعاون الدولي، والتكوين الدولي لأعضاء هيئة التدريس. في السنوات الأخيرة، يتم إرسال حوالي مائة مدرس وقائد أكاديمي ممتاز إلى الخارج كل عام لإجراء الأبحاث التعاونية، وتلقي المزيد من المعارف وحضور المؤتمرات الأكاديمية الدولية في البلدان المتقدمة مثل أمريكا، كندا، أستراليا، ألمانيا، وبريطانيا. تقوم الجامعة بشكل إيجابي بالاعداد للمؤتمرات الأكاديمية الدولية، وتحقق النجاح في العشرات المؤثرة منها ومنتديات الذروة الثنائية بما في ذلك المؤتمر الأكاديمي الدولي الأول حول المواد المتقدمة، والمؤتمر الأكاديمي الدولي حول تصميم وتطبيق نظام ذكي في السنوات الأخيرة. تعزز الجامعة أيضًا توظيف الأساتذة الأجانب، وقد تمت دعوة أكثر من 300 أساتذ وباحث أجنبي من الولايات المتحدة وبريطانيا و فرنسا و ألمانيا ودول أخرى إلى المحاضرة، التدريس أو إجراء البحوث، ومن بينهم العشرات من العلماء المشهورين دوليا كانوا يعملون كأستاذ زائر أو أستاذ فخري.
وتقدم الجامعة بنشاط التمدرس ثنائي الإتجاه في خارج البلاد. تستقبل الجامعة الطلاب الأجانب الممنوحين لمنح الحكومة الصينية وحكومة المقاطعة للطلاب الأجانب و معهد كونفوشيوس، تقبل بأكثر من 2100 طالب دولي من الولايات المتحدة، كوريا الجنوبية، إندونيسيا، غانا، باكستان، إسبانيا، أستراليا، بريطانيا، فرنسا ودول أخرى، وتأسس تعليم شامل ونظام مميز للطلاب الأجانب. في عام 2017، هناك أكثر من 700 طالب دولي منتظم. تلتزم الجامعة بفكرة التعليم الدولي بالخارج، وترسل كل عام مئات الطلاب إلى جامعات أجنبية مرموقة للتواصل والدراسة والممارسة على المدى القصير لتنمية أفقهم الدولي وتعزيز قدرتهم التنافسية الدولية.
طورت الجامعة التعاون في مجال التعليم مع البلدان الأجنبية. في السنوات الأخيرة، مع الأخذ في الاعتبارعولمة التعليم كمبدأ، تستورد الجامعة المزيد من موارد التعليم المؤهلة من خلال التعاون مع الجامعات الأجنبية في الولايات المتحدة، كندا، أستراليا، كوريا الجنوبية وبريطانيا، والآن لديها أربعة برامج جامعية بالتعاون مع جامعات أجنبية. مع التعليم التعاوني، فإنه لا يمتص فقط إعداد المناهج المتقدمة، ومحتويات التدريس وآداب الجامعات الأجنبية ويعزز استيعاب البناء الانضباط، ولكن أيضا يزرع العديد من الخريجين المبدعين مع القدرة على التواصل الدولي الجيد والقدرة التنافسية.
تعلق الجامعة أهمية على الترويج الدولي للغة الصينية. في السنوات القليلة الماضية، استجابت الجامعة بفعالية لنشر معهد كونفوشيوس ومقر إدارة التعليم بالمقاطعة عن طريق إرسال المعلمين والمتطوعين إلى الخارج لتدريس اللغة الصينية في بلدان مثل إثيوبيا، تايلاند و كوريا الجنوبية و جمهورية الكونغو. بالإضافة إلى ذلك، بنت ثلاثة معاهد كونفوشيوس في جمهورية الكونغو في إفريقيا، ساوث داكوتا ومدينة ومقاطعة دنفر في الولايات المتحدة..

## روابط خارجية
- الموقع الرسمي باللغة الإنجليزية نسخة محفوظة 19 يناير 2019 على موقع واي باك مشين.